# Mladinski center Brežice
Mladinski center Brežice, krajše MC Brežice, je javna ustanova v Brežicah, ki se ukvarja z organizacijo različnih izobraževalnih in kulturnih dogodkov, predvsem za mlade. Ustanovljen je bil leta 1997. Njegov ustanovitelj je Občina Brežice, prostore pa ima v bivšem domu JNA na Gubčevi 10a.
Med aktivnostmi so koncerti, odrske prireditve, predavanja in delavnice. V okviru centra deluje tudi hostel.